# Alchemilla gilgitensis
Alchemilla gilgitensis är en rosväxtart som beskrevs av K.M. Purohit och G. Panigrahi. Alchemilla gilgitensis ingår i släktet daggkåpor, och familjen rosväxter. Inga underarter finns listade i Catalogue of Life.